# Woo Hoo
Ne doit pas être confondu avec Woohoo.
Woo Hoo est une chanson rockabilly, attribuée à Roanoke, au DJ de musique country de Virginie, Dick Moran, et au magasin de musique DORAN Records. Il a ensuite été acheté et publié par George Donald McGraw et The Rock-A-Teens en 1959,.
C'est aussi la chanson titre de l'album The Rock-A-Teens de 1959 contenant les chansons Woo Hoo, Doggone It Baby, I'm Not Afraid, That's My Mama, Dance to the Bop, Story of a Woman, Twangy, Janis Will Rock, Pagan, Lotta Boppin', Oh My Nerves et I Was Born to Rock.

## Version originale
La chanson se distingue par son manque de paroles en dehors de son titre, ce qui lui a valu une popularité dans le monde entier car elle n'est pas soumise aux barrières linguistiques. Elle utilise la progression d'accords de blues à douze mesures, ajoutant encore à son accessibilité. La chanson figure au générique de fin du film Pecker de John Waters.

## Musiciens
- Vic Mizelle (chant, guitare)
- Bobby Boo Walke (guitare)
- Bill Cook (guitare)
- Eddie Robinson (saxophone)
- Paul Dixon (basse)
- Bill Smith (batterie)

## Reprises
La chanson Woo Hoo a été reprise par plusieurs groupes, notamment par : 
- le groupe de rock écossais The Revillos (sous le nom de Yeah Yeah) ;
- sous le même titre par le groupe français de psychobilly (ou, comme ils disent eux-mêmes, yé-yé-punk) Les Wampas sur leur album Chauds, sales et humides (1988) ;
- le girls band japonais The 5.6.7.8's sur leur album de 1996 Bomb the Twist (en) ;
- comme morceau dance/electronica en 2005 par le groupe américain The Daltronics ;
- il a également été repris par Showaddywaddy (en) ;
- le groupe de rock alternatif américain The Remplacements l'a également interprétée en concert à plusieurs reprises.

La version de 5.6.7.8's a gagné en popularité lorsqu'elle a été présentée et interprétée par eux dans le film de Quentin Tarantino sorti en 2003, Kill Bill : Volume 1 et apparaît sur sa bande originale. De plus, il apparaît dans le film Les Chemins du triomphe (Glory Road). En 2004, après être apparu dans Kill Bill : Vol. 1 et une publicité pour la bière Carling, la reprise a culminé à la 28e place du UK Singles Chart, une rare apparition dans les charts occidentaux pour un groupe japonais. La chanson est également utilisée, en partie, dans une campagne publicitaire deVonage (en) aux États-Unis. Gloo Gloo, une reprise de la version 5.6.7.8 de la chanson, a été créée par Christophe Heral pour le jeu vidéo Rayman Legends de 2013.